# ぷよぷよ! Puyopuyo 15th anniversary
『ぷよぷよ! Puyopuyo 15th anniversary』（ぷよぷよ ぷよぷよフィフティーンス アニバーサリー）は、セガより発売された落ち物パズル『ぷよぷよ』シリーズの15周年記念作品。

## 概要
本作は2006年にぷよぷよシリーズが15周年を迎えたことに伴い製作され、『ぷよぷよフィーバー2』の次に発売されたが、『ぷよぷよ』シリーズのナンバリング作品には含まれない「記念作品」という位置づけにある。
2006年12月14日にニンテンドーDS版が発売され、後に他機種へも移植された。
2009年には本作をベースにしたメダルゲーム『ぷよぷよ! The Medal Edition』、2011年にはパチスロ版も開発された。
本作は、『ぷよぷよフィーバー』の世界である「プリンプタウン」を舞台に、初代『ぷよぷよ』（『魔導物語』の世界）から6名の復活キャラクターも交えて、新旧作品から選抜された22名のキャラクターが登場する。なお、アルル以外の初代『ぷよぷよ』からのキャラクターは最初はプレイヤーキャラクターとしては使用できず、ストーリーモードで1度でも勝利することによって解禁される。また、隠しコマンドを使うと全隠し要素が出現し、最初から全て遊べるようになる。
キャラクターデザイナーは『ぷよぷよフィーバー2』から引き続きNinoが担当し、初代『ぷよぷよ』からのキャラクターも『フィーバー2』に準じたデザインに描き直されている。
従来の『ぷよぷよ』シリーズでは、ストーリーモードで使用出来るキャラクターは主役クラスに限られていたが、本作は全員分のシナリオとエンディングがあり、対戦BGMも全員分のものが個別に用意されている。15周年を記念するに相応しく、お馴染みの「ぷよぷよ」、「ぷよぷよ通」、「ぷよぷよフィーバー」の3つに加えて、斬新な変則ルールとして「はっくつ」、「ばくだん」、「だいかいてん」、「サーチライト」、「ずっとフィーバー」、「すいちゅう」、「こおりづけ」、「なぞぷよ」、「でかぷよ」の9つが新緑され、計12種類のルールが収録されている（#12のルールの節を参照）。その他、連鎖ボイスの法則が前作より変更・統一された（#連鎖ボイスの節を参照）。
また、本作では連鎖の組み方を学べるチュートリアルとして、「じゅぎょう」モードが搭載されている。
さらに、前作まではごく一部の機種のみ対応していた複数人での対戦モードが標準で搭載され、DS版ではニンテンドーWi-Fiコネクションを利用した4人対戦やDSワイヤレス・ダウンロードプレイでの8人対戦、PS2・PSP・Wii版では画面分割で4人対戦を可能としている。
加えて、本作では様々なデザインの5色のぷよが用意されており（#ぷよの種類の節を参照）、収録されているものは今作の仕様、初代や通のクラシック仕様、フィーバー1・2仕様、今作の多数のオリジナル仕様などが収録されている。また、DS版にはMSX仕様や、旧初代のヒューマン（人型ぷよ）、ソニック型、モロ星人型など他機種にはない多くの種類があり、PS2・PSP・Wii版には今作のオリジナル仕様などが収録されている。
イメージキャラクターには蛯原友里が起用されている。宣伝が功を奏したか、販売本数は前々作『フィーバー』や前作『フィーバー2』を上回った。

## 各機種版の特徴
ニンテンドーDS版（2006年12月14日発売）
DSワイヤレス、ダウンロード対応。従来のDS版と同様に、最大8人まで対戦に参加できる（Wi-Fiは4人まで）。ニンテンドーWi-Fiコネクション対応（ルールは『ぷよぷよ通』と『ぷよぷよフィーバー』のみ対応）。前作までのDS版とは異なり、漫才デモのボイスは搭載されていない。対戦フィールドの表示される画面が、前作までは上画面固定だったが、本作以降のDS版は下画面がデフォルトになった（設定で上画面に変更することも可能）。また、今作以降はタッチスクリーンでのぷよ操作は廃止されている。
発売と同日からDSステーションにて店頭体験版も配布開始された。
発売直後、ゲームソフトに致命的な不具合が発覚したことに伴い、発売日から1週間ほどで店頭から回収となった。2007年1月13日にバグ修正版が改めて発売され、修正前バージョンとの交換サービスも開始された（詳細は#不具合による回収・交換の節を参照）。
PlayStation 2版（2007年3月21日発売）
PlayStation 2専用マルチタップ対応。漫才デモがフルボイス化された。
PlayStation Portable版（2007年3月21日発売）
ゲームシェアリング対応。PS2版と同じくデモはフルボイス。一つのPSPで二人対戦をすることが可能。
Wii版（2007年7月26日発売）
PS2版をベースに、新たに2つのゲームモードを追加。クラシックコントローラー、ニンテンドー ゲームキューブコントローラーにも対応。さらに、Wii版限定の隠しBGMとして『ぷよぷよフィーバー』より『へっぽこ魔王最強伝説』、『ぷよぷよフィーバー2』より『紅き叫びの波動!』、『ぷよぷよ』からのアレンジ曲『REQUEST from PUYOPUYO』、『ぷよぷよ通』からのアレンジ曲『LAST from PUYOPUYO2』の計4曲が追加された。また、「ぷよぷよ」「ぷよぷよ通」ルール時の連鎖ボイスの法則が旧作を踏襲した形式へ変更されている。
ぷよぷよ! スペシャルプライス （ニンテンドーDS、PlayStation 2、PlayStation Portable、Wii、2008年6月19日）
上記4機種の廉価版。内容は基本的に通常版と同じだが一部の不具合が修正されており、DS版では上記のバグ修正に加えて、Wi-Fiプレイ時に相手に切断された場合（事故、故意問わず）に、自身のレーティングまで下がってしまうバグも修正されている。廉価版の発売により、通常版の市場価格も急落している。
ぷよぷよ! ウィジェット（iウィジェット、2008年11月配信開始）
NTTドコモの携帯電話向けのコンテンツ。「とことんぷよぷよ」がプレイ出来るほか、貼り付け状態では連鎖のデモが流れる。
iアプリ版（2009年11月30日配信開始）
上記iウィジェットとは異なり、「ひとりでぷよぷよ」をベースにしたメガiアプリ。モードは「たいかい」「とことん」「フリーたいせん」を搭載。SDカード保存を使用したSD-Binding対応による大容量高画質となり、全キャラクターの連鎖アニメ・ボイスを実現している。SDカードを使用しなくても遊べるが、この場合は演出や設定、キャラクターなどが制限される。「たいかい」モードの形式が変更され、オープニングと個別エンディングを除く漫才デモは存在せず、全7ステージでランダムに出現する敵と戦う形式になっている。
初回配信では「アミティ」「クルーク」「ナスグレイブ」「ラフィーナ」「リデル」「すけとうだら」「ぞう大魔王」「アコール先生」の8キャラクターのみで、選択可能なゲームルールも「ぷよぷよ」「はっくつ」のみ（後者は「たいかい」モードで引き当てる必要あり）だが、追加キャラクターパックやルールパックの配信が約1ヶ月ごとに順次行われており、定期的にバージョンアップを行うという形式となっている。ただし、当初は追加配信のダウンロードを行うためには一定期間以上継続して「★ぷよぷよ!セガ」の会員であることが条件となっており、追加データにはSDカードの使用が必須となっている。なお、新ルールは追加パックのダウンロードに加え、「たいかい」モードで実際に「?」を引き当てて開放しなければ他のモードをプレイすることはできない。
2013年6月6日のバージョンアップにより、後述のAndroid版と同じく月替りで設定されたお題をクリアする「ランキングモード」が追加された。また、追加パックの開放条件が後述のAndroid版と同じくドリームコイン（DC）を支払って解禁する形式に変更された。1パックごとに25DCだが、全5パックを同時に購入すると割引されて100DCになっている。購入形式の場合も、基本的に古いパックから順番でないと追加できない。
各追加パックは、「1」がルール「ぷよぷよ通」「なぞぷよ」/モード「とことんなぞぷよ」/キャラクター「アルル」「シェゾ」「おにおん」「さかな王子」「おしゃれコウベ」「ユウちゃん&レイくん」「どんぐりガエル」、「2」がルール「ぷよぷよフィーバー」「ずっとフィーバー」/モード「とことんフィーバー」/キャラクター「シグ」「フェーリ」「レムレス」「バルトアンデルス」「あくま」「ルルー」「サタン」、「3」がルール「ばくだん」「だいかいてん」、「4」がルール「こおりづけ」「すいちゅう」、「5」がルール「サーチライト」「でかぷよ」となっている。
S!アプリ版（2010年8月2日配信開始）
モードは「たいかい」「とことん」「フリーたいせん」を搭載。追加データをダウンロードすることで、全キャラクターの連鎖アニメ・ボイスを実現している。追加データをダウンロードしなくても遊べるが、この場合は、連鎖アニメが表示されない、アミティ以外の連鎖ボイスが再生されない、ぷよの種類を変更することができない、登場キャラが8人のみ等、演出や設定、キャラクターなどが制限される。「たいかい」の形式などはiアプリ版と同様。
本体アプリ単体では、選択可能なゲームルールも「ぷよぷよ」「はっくつ」のみだが、追加データをダウンロードすることで、「ぷよぷよ通」「なぞぷよ」「ぷよぷよフィーバー」「ずっとフィーバー」も遊べるようになる。ただし、追加データのダウンロードを行うためには30日以上、あるいは60日以上継続して「★ぷよぷよ!セガ」の会員であることが条件となる。また、iアプリとは異なり、SDカードを必要としない。
Android版
「たいかい」「とことん」「フリーたいせん」「ランキングモード」を搭載。内容や「たいかい」の仕様などは上記の携帯電話アプリ版とほぼ同様だが、画質・音質などがグレードアップしており、ぷよのしゅるいは最初から7種類選択可能（チョークは未収録）。『ぷよぷよ通』や『ぷよぷよフィーバーTOUCH』と同様のフリック入力もしくは画面にコントローラを表示してのタッチ操作に対応している。画面表示は横画面固定。
以下の4種類のキャリアで配信されており、それぞれ別アプリ扱いで仕様が異なる。「ぷよぷよ！セガ」版と「Google Play」版は有料支払いではない場合も無料の体験版としてプレイ可能で、この場合は選べるキャラクターはアミティのみ、ルールはぷよぷよとはっくつのみ、難易度はやさしい固定、ぷよのしゅるいはリアル固定で、「たいかい」のラフィーナ戦のみをプレイできる。
「ぷよぷよ！セガ」版（2013年3月22日配信開始）
最初から開放されているキャラクターやルールはiアプリ版と全く同じで、同様のパック形式を採用しており、ドリームコインを支払うことで追加データをプレイ出来るようになる。ただし、同サイトのiアプリ版の解禁状況とは共有されない。
ドコモ「スゴ得コンテンツ」版（2013年5月16日配信開始）
ポイント消費で解禁する形式だが、ルールとキャラクターは1つずつ個別にオープンする形式となっている他、最初から解禁されているキャラクターとルールが「ぷよぷよ！セガ」版とは異なる。モードは全て初期解放済。
最初から選べるキャラクターは「アミティ」「さかな王子」「フェーリ」「クルーク」「どんぐりガエル」「アルル」「ユウちゃん&レイくん」「シグ」「あくま」「ナスグレイブ」「バルトアンデルス」「ラフィーナ」「おにおん」（上段2段のキャラクター全て）、最初から選べるルールは「ぷよぷよ」「ぷよぷよ通」「ぷよぷよフィーバー」「はっくつ」「ずっとフィーバー」「なぞぷよ」。後者3つは「たいかい」では「?」に隠されているが、追加の隠しルールも含め他のモードでプレイする際に「たいかい」で引き当てる必要はない。
消費ポイントは、隠しルールが全て各300pt、隠しキャラクターのうち「リデル」「アコール先生」が各100pt、「おしゃれコウベ」が各150pt、「レムレス」が各200pt、「すけとうだら」「ぞう大魔王」が各250pt、「シェゾ」「ルルー」「サタン」が各300ptとなっている。
独自要素として「せいせき」に「じっせき」が追加されており、「2連鎖以上する」「6個以上のぷよを同時消しする」などの条件を満たすことで埋まっていく。獲得するまで条件が伏せられた実績も多い。
au「auスマートパス」版（2013年8月12日配信開始）
最初から選べるキャラクターは「アミティ」「クルーク」「ラフィーナ」「アコール先生」、最初から選べるルールは「ぷよぷよ」のみ選択可能で、「はっくつ」「こおりづけ」をたいかいで引き当てると追加される。
2017年10月30日をもってサービス終了。
「Google Play」版（2014年6月9日配信開始）
公式アプリ扱い。アプリが月額方式となっており、初期の携帯電話アプリ版と同様に一定期間以上継続して月額契約を続けることがルールとキャラクターの解禁条件となっている。最初から開放されているキャラクターやルールと、アップデートで追加されるパックの仕様は「ぷよぷよ！セガ」版と同様。

## 12のルール
特に明記しない限り、中央の2列のいずれかにぷよを積み上げてしまうと敗北、相殺すると次のターンはおじゃまぷよが降ってこない、キャラクターによる性能差なし（連鎖倍率はアミティのもの、組ぷよは全て2個組）、フィーバーモードなし、予告ぷよは小ぷよ（1個）、中ぷよ（6個）、岩ぷよ（30個）、星ぷよ（180個）、月ぷよ（360個）、王冠ぷよ（720個）、彗星ぷよ（1440個）。このうち彗星ぷよは本作から『ぷよぷよ〜ん』以来の復活となる他、ぷよの種類を変更すると一部見た目が変化するものもある。「初期設定」とあるものは、フリー対戦とみんなでぷよぷよに限り対戦時のルール設定で変更できる。
ゲーム機用タイトルでは最初から選べるルールが「ぷよぷよ」「ぷよぷよ通」「ぷよぷよフィーバー」の定番ルール3種のみであり、他の変則ルールは「ストーリー」モードのルール選択のルーレットで「?」を引き当てることにより解禁されていく。ニンテンドーDS版の8人対戦「もっとみんなでぷよぷよ」では、選択できるのは定番ルールの3種のみとなっている。携帯電話アプリ版とAndroid版は初期状態で選べるルールがそれぞれ異なり、一部は別途解禁する必要がある（詳細は各機種版の特徴の節を参照）。
ぷよぷよ
『ぷよぷよ』に則ったルールで、ぷよの挙動も当時のものが再現されている（『ぷよぷよ通』ルールも同様）。相殺なし、NEXTぷよの表示は1手先まで、全消しなし、クイックターンなし、予告ぷよは岩ぷよまで、連鎖倍率は1連鎖が1となっている専用のもの。左から3列目にぷよを積み上げてしまうと敗北。ハンデによってぷよの出現する色数が変わり、甘口か激辛を選択すると開始直後におじゃまぷよが12個分（2段）降ってくる。Wii版のみ連鎖ボイスの法則が『ぷよぷよ通』を踏襲した形式に変化する。
ぷよぷよ通
『ぷよぷよ通』に則ったルール。全消しで次にぷよを消した時の攻撃力上昇、予告ぷよは王冠ぷよまで。連鎖倍率は1連鎖が1となっている専用のもの。相殺しても、次のターンでおじゃまぷよが降ってくる。左から3列目にぷよを積み上げてしまうと敗北。ハンデによってぷよの出現する色数が変わり、甘口か激辛を選択すると開始直後におじゃまぷよが12個分（2段）降ってくる。Wii版のみ連鎖ボイスの法則が『ぷよぷよ通』を踏襲した形式に変化する。
ぷよぷよフィーバー
『ぷよぷよフィーバー』に則ったルールで、フィーバーモードありで勝負するルール。キャラクターによって連鎖倍率と組ぷよが異なる。今作では『チュー!』以前の作品から若干ルールが変更され、フィーバーモード時の連鎖のタネは最低5連鎖、最高15連鎖に変更されており、タネの形も前作までと大きく異なり、より複雑な連鎖パターンが多くなっている。さらに、ぷよを消したときに相殺が発生するとフィーバーカウントが増え、相手におじゃまぷよを送るとフィーバータイムが増える仕様に変更された。なお、相手がフィーバー中にこちらがおじゃまぷよ返しを行った場合、おじゃまぷよ返しが発生した連鎖のみおじゃまぷよが相手の後方の予告ぷよにストックされるようになっている。ハンデによってぷよの色数、最初から点灯しているフィーバーゲージ、レートが変化し、激甘のみフィーバーモード時に発火点が矢印で表示されるようになる。
はっくつ
『ぷよぷよBOX』に収録された「ほりあてぷよぷよ」の復刻版。試合開始と同時にフィールドに6段分（中辛の場合）のぷよの塊が降って来て、最下段に固ぷよに囲まれた星が配置されている（『ほりあて - 』とは異なり、星の置かれる列はランダム）。この星を消すと相手フィールドに大量（彗星ぷよ6個分）のおじゃまぷよが送られる。ハンデにより、塊の段数、レートが異なる。
ばくだん
おじゃまぷよの代わりに爆弾が降ってくる。爆弾は4カウント経過して（初期設定）カウントが0になると爆発し、周囲8つのぷよと自身を固ぷよにする。他の爆弾の爆発に巻き込まれた場合も誘爆して爆発する。予告ぷよの形状が小爆弾（1/6個）と大爆弾（1個）に変化し、相手フィールドに爆弾を降らせるには、通常のおじゃまぷよ6個分（大爆弾1個分）の攻撃が必要。また、予告には大爆弾6個（1列分）までしか表示されない（内部ではそれ以上もカウントされる）。相殺しても、次のターンで爆弾が降ってくる。ハンデにより、ぷよの色数、レートが変化する。
『ぷよぷよ～ん パーティー』にも『ばくだんぷよぷよ』というモードが存在していたが、本作とは仕様が大きく異なっている。
だいかいてん
10秒経過（初期設定）毎にフィールドが180度回転する。反転したことで連鎖が発生すると、攻撃力が通常の1.5倍になる。連鎖途中で反転し更に連鎖が続いた場合は、それ以降の攻撃力は3倍になる。ハンデにより、ぷよの色数、レートが変化する。また、このルールでは専用のフィールド背景がある。
サーチライト
ルール自体は「ぷよぷよフィーバー」ルールと同じだがフィールドが暗く、天井に設置されたサーチライトに照らされていない部分は非常に見えづらい。サーチライトの照明個所は振り子のように左右に動いており、そのスピードはフィールドに積まれたおじゃまぷよが多くなると速くなるため、ピンチになるほどフィールドの判断がしやすくなる。逆にフィールドに色ぷよが多い（大連鎖が組まれている可能性がある）場合には、ライトの幅が狭くなって判断しづらくなる。フィーバーモードに突入すると、フィールド全体が明るくなる。ハンデにより、ぷよの色数、サーチライトの広さ、レートが変わる。激甘のみフィーバーモード時に発火点が表示される。なお、激辛にするとサーチライトがなくなり、自分でどこに配置したか記憶しなくてはならない。また、このルールでは専用のフィールド背景がある。
ずっとフィーバー
『とことんフィーバー』を対戦形式にアレンジしたルール、互いに常に時間無制限のフィーバーモードで対決する。但し、最初は各フィールドにおじゃまぷよが270個（ハンデが中辛の場合）予め保留されており、このおじゃまぷよを相殺で消さない限り相手に送ることが出来ない。キャラクターによる性能差は無く、組ぷよは3個と4個のぷよが含まれる専用のものとなる。予告ぷよのストックは4320個（彗星ぷよ3つ分）まで。ハンデにより、保留されているおじゃまぷよの数、開始時に何連鎖のタネから始まるのかが変化する（中辛の場合、5連鎖のタネからスタート）。
すいちゅう
互いに設置したぷよが浮かび上がる水中のフィールドで戦う。全消しなし。レートは他のルールに比べて低めに設定されている。ぷよを下から積み上げるのではなく上からせり下がってくる形式で、新たにぷよを置くと配置が変わっていく。フィールドが8段（ハンデが中辛の場合）しかなく、いずれかの列にぷよが沈まずに空中に出た状態になってしまうと、敗北となる。おじゃまぷよは必ず6個単位で降るため、おじゃまぷよが降ることによって配置が変わることは無い。ハンデにより、ぷよの色数、水の深さ（積める段数）、レートが変化する。また、このルールでは専用のフィールド背景があり、ぷよは泡状になって消滅する。
なお、『ぷよぷよ～ん』にも「水中ステージ」が存在するが、本作とは仕様が大きく異なる。
本作初登場のルールの中では唯一再録されていない。
こおりづけ
おじゃまぷよの代わりに、凍りついた色ぷよが降ってくる。凍りついたぷよは3カウント経過（初期設定）するか、隣でぷよを消すことで融解する。使用キャラクターごとに凍ったぷよの色の落下パターンがそれぞれ設定されている。ハンデにより、レートが変化する。また、このルールでは専用のフィールド背景がある。
なぞぷよ
『ぷよぷよSUN』の一部機種に収録されていたとことんなぞぷよの対戦モード。両者に「6個消し以上」、「ちょうど2連鎖」などの問題が出され、先にその問題をクリアした方がポイントを獲得できる。相手より先に4問（ハンデが中辛の場合）解いた方が勝利。中央の2列のいずれかにぷよを積み上げても敗北にはならず、フィールドのぷよが全てリセットされる。ぷよを消してもおじゃまぷよは送れない。1問につき99秒の制限時間があり、時間内に誰も条件を満たさなかった場合は別の問題に切り替わる。ハンデによりノルマの問題数が変わる。
でかぷよ
『ぷよぷよ〜ん』の「とことんぷよぷよ」内の「おおきいぷよぷよ」同様、ぷよのサイズが4倍になっており、フィールドが3列6段、計18個分しかない。全消しなし。真ん中の列にぷよを積み上げてしまうと敗北。ぷよは3個（初期設定）揃えれば消えるようになっている。ハンデにより、ぷよの色数が変わり、甘口か辛口を選ぶと、おじゃまぷよ3個分（1段）、激辛なら6個分（2段）落下する。

## 登場キャラクター
『フィーバー』『フィーバー2』より登場
アミティ、ラフィーナ、シグ、リデル、クルーク、アコール先生、おしゃれコウベ、ユウちゃん&レイくん、さかな王子、おにおん、どんぐりガエル、レムレス、フェーリ、バルトアンデルス、あくま
コンパイル版『ぷよぷよ』シリーズより登場
アルル、ナスグレイブ、すけとうだら、ぞう大魔王、シェゾ、ルルー、サタン
ゲーム機用タイトルでは、上記のうちアルル以外はいずれも隠しキャラクターとなっている。
また、サブキャラクターとしてカーバンクル、ポポイ、オトモ、おに子も登場する。

## ゲームモード

### ストーリーモード
「ひとりでぷよぷよ」内のモードの一つ。プレイヤーキャラクターを選び、キャラごとに決められたCPU操作の8名のキャラクターとの対戦を行う。対戦ルールは試合ごとにルーレットを用いて決定される。前作までと異なり、CPUの思考はフィーリング連鎖を行うどんぐりガエルとユウちゃん＆レイくんを除きキャラごとではなく何回戦かによって変わる。なお、前述のキャラも出現ステージによってある程度強さが変わる（基本戦法は変わらない）。本作で最終ボスを務めているのはアルル・シェゾ・ルルー・サタン・ぞう大魔王の5名で、プレイヤーのキャラクターによって異なる。
今回の舞台はプリンプ魔導学校主催のぷよぷよ大会となっている。ぷよ勝負を8戦勝ち抜いて優勝すると、願いが叶うメダルが授与される。アミティとアルル（アプリ版はラフィーナ）が選手宣誓を行った開会式の直後、シグは何かが空から降ってきたのを見つける。
ストーリー中に登場するアルルを除く初代『ぷよぷよ』からのキャラクター6名は最初はこのモードのCPU専用だが、1度でも勝利することによって解禁され、他のモードでも使用することができるになる。初代のキャラクターたちは「異世界（アルルたちの世界）からプリンプタウン（アミティたちの世界）に飛ばされてきた」という設定で、4回戦もしくは8回戦に最終ボスとして登場するようになっている。アルルに関してはフィーバーシリーズにも登場している関係で基本的にこれ以外のステージに登場するが、シェゾ・ルルー・サタンのストーリーのみ8回戦で最終ボスとして出現する。ナスグレイブとすけとうだらは4回戦、サタンは8回戦にしか登場しない。
携帯電話アプリ・Android版ではモード名が「たいかい」に変更されており、オープニングと個別エンディングを除く漫才デモは無く、対戦相手は解禁済のキャラクターの中からランダムで全7ステージとなっている。そのため、初代のキャラクターたちが登場するステージも固定されていない。
下表は各種ゲーム機版タイトルでの対戦相手一覧である。
| ↓:自分 →:相手(COM)  | アミティ | ラフィーナ | シグ | リデル | クルーク | アコール先生 | おしゃれコウベ | ユウちゃん&レイくん | さかな王子 | おにおん | どんぐりガエル | レムレス | フェーリ | バルトアンデルス | あくま | アルル | ナスグレイブ | すけとうだら | ぞう大魔王 | シェゾ | ルルー | サタン |
| ------------------- | -------- | ---------- | ---- | ------ | -------- | ------------ | -------------- | ------------------- | ---------- | -------- | -------------- | -------- | -------- | ---------------- | ------ | ------ | ------------ | ------------ | ---------- | ------ | ------ | ------ |
| アミティ            | -        | 1          | 7    | -      | -        | -            | -              | -                   | 6          | -        | 2              | -        | 3        | -                | -      | 5      | 4            | -            | -          | 8      | -      | -      |
| ラフィーナ          | -        | -          | -    | 2      | 5        | -            | 1              | 7                   | -          | -        | -              | -        | -        | 6                | 3      | -      | -            | -            | 4          | -      | -      | 8      |
| シグ                | -        | -          | -    | -      | -        | 5            | -              | -                   | 7          | 1        | -              | 6        | -        | 3                | -      | 2      | -            | 4            | -          | -      | 8      | -      |
| リデル              | -        | 6          | 5    | -      | -        | -            | -              | -                   | 3          | -        | 1              | -        | -        | 7                | 2      | -      | -            | -            | 4          | -      | -      | 8      |
| クルーク            | 3        | -          | 6    | 1      | -        | -            | -              | 5                   | -          | -        | 2              | -        | 7        | -                | -      | -      | -            | 4            | -          | -      | 8      | -      |
| アコール先生        | -        | 5          | 2    | 3      | 6        | -            | -              | -                   | -          | 1        | -              | -        | -        | -                | 7      | -      | -            | -            | -          | 8      | 4      | -      |
| おしゃれコウベ      | 3        | -          | 5    | 2      | -        | 1            | -              | -                   | -          | -        | -              | 6        | -        | 7                | -      | -      | -            | -            | 4          | -      | -      | 8      |
| ユウちゃん&レイくん | 1        | -          | -    | -      | 2        | -            | 5              | -                   | -          | -        | -              | -        | 6        | -                | 7      | 3      | -            | 4            | -          | 8      | -      | -      |
| さかな王子          | -        | 1          | -    | -      | 3        | 5            | 2              | 6                   | -          | -        | -              | 7        | -        | -                | -      | -      | -            | 4            | -          | 8      | -      | -      |
| おにおん            | 3        | -          | -    | -      | -        | 7            | 1              | 5                   | 2          | -        | -              | -        | -        | -                | 6      | -      | 4            | -            | -          | -      | 8      | -      |
| どんぐりガエル      | -        | 2          | 1    | -      | -        | -            | 3              | 7                   | 5          | -        | -              | -        | 6        | -                | -      | -      | 4            | -            | 8          | -      | -      | -      |
| レムレス            | -        | 5          | -    | -      | 3        | 6            | -              | -                   | -          | -        | -              | -        | 7        | -                | 1      | 2      | -            | 4            | -          | -      | 8      | -      |
| フェーリ            | -        | 6          | -    | -      | -        | 2            | -              | -                   | 5          | 3        | -              | 7        | -        | 1                | -      | -      | -            | -            | 4          | -      | -      | 8      |
| バルトアンデルス    | 2        | -          | -    | 3      | -        | 6            | -              | -                   | 1          | -        | -              | 5        | 7        | -                | -      | -      | 4            | -            | 8          | -      | -      | -      |
| あくま              | 5        | -          | 3    | -      | 7        | -            | 6              | -                   | -          | -        | 1              | -        | -        | 2                | -      | -      | -            | 4            | -          | 8      | -      | -      |
| アルル              | -        | 3          | -    | -      | 1        | -            | 5              | -                   | -          | -        | -              | -        | 6        | 2                | 7      | -      | -            | -            | -          | 4      | -      | 8      |
| ナスグレイブ        | 5        | -          | -    | 1      | -        | -            | -              | 3                   | -          | 2        | -              | 7        | -        | -                | -      | 6      | -            | 4            | 8          | -      | -      | -      |
| すけとうだら        | -        | 2          | -    | -      | -        | -            | -              | 5                   | -          | 1        | 3              | -        | -        | 6                | -      | 7      | -            | -            | -          | 4      | -      | 8      |
| ぞう大魔王          | -        | 6          | -    | -      | -        | 3            | -              | -                   | -          | 2        | -              | 7        | -        | -                | 5      | 1      | 4            | -            | -          | -      | -      | 8      |
| シェゾ              | -        | -          | 7    | 2      | -        | -            | -              | -                   | -          | 3        | 5              | 6        | 1        | -                | -      | 8      | -            | -            | -          | -      | 4      | -      |
| ルルー              | 7        | -          | 5    | -      | -        | -            | 2              | -                   | 6          | 1        | 3              | -        | -        | -                | -      | 8      | 4            | -            | -          | -      | -      | -      |
| サタン              | 1        | -          | 7    | 2      | 5        | -            | -              | 6                   | -          | 3        | -              | -        | -        | -                | -      | 8      | -            | -            | -          | -      | 4      | -      |

### その他のモード
フリー対戦
「ひとりでぷよぷよ」内のモードの一つ。キャラクターやルールを自由に選択・設定してCPUと対戦が出来る。通信対戦と同じように、2本先取で1勝となっている（このモードは、ゲームの進度には直接関係しない）。選択できるルールは既に解禁されているものに限られる。
CPU1体と対戦する「ふたりでぷよぷよ」、CPU3体までと対戦できる「みんなでぷよぷよ」の他、DS版ではCPU7体までと対戦できる「もっとみんなでぷよぷよ」がある。
じゅぎょう
「ひとりでぷよぷよ」内のモードの一つで、初心者向けのチュートリアルモード。フィールドに配置された手本に沿って連鎖の組み方を学び、練習することが出来る。正解ならびに不正解の概念があるため必ず手本通りに積まなければならず、手本を無視したり連鎖が未完成の状態で消そうとするとミスとなり、問題の始めからやり直しとなる。チュートリアルの他に、ドリルが全300問収録されている。
問題を解いている間は、アコール先生とポポイからキャラクターに関する豆知識を聞くことが出来る。
携帯電話アプリ版とAndroid版には収録されていない。
とことん
「ひとりでぷよぷよ」内のモードの一つで、エンドレスでぷよをプレイするモード。従来の「とことんぷよぷよ」、「とことんフィーバー」、「とことんなぞぷよ」に加え、今作では「とことんたいせん」が追加。
「とことんたいせん」はひたすらCPUとの対戦を行うが、対戦相手を倒しても、自分のフィールドがリセットされることなく次の対戦相手が現れるという、『ぷよぷよ〜ん カーくんといっしょ』に収録されていた「さばいばるぷよぷよ」を踏襲したモード。ただし、前の相手を倒した際の勝利演出や次の相手が登場した際の試合開始演出が無く、数秒後に自動的に次の相手が登場し、この間も組ぷよを操作出来る点が異なる。ルールは最初に「ぷよぷよ」、「ぷよぷよ通」、「ぷよぷよフィーバー」の中から選択する。
みんなでぷよぷよ
対人戦モード。2人対戦の「ふたりでぷよぷよ」、最大4人まで対戦できる「みんなでぷよぷよ」の他、DS版では最大8人まで対戦できる「もっとみんなでぷよぷよ」がある。
通信対戦形式のDS版とPSP版では、部屋を作って対戦相手を待つ「ぼしゅう」か、既に出来ている部屋に入る「さんか」の2通りがある。
携帯電話アプリ版とAndroid版には未収録。
Wi-Fi
DS版のみに存在するゲームモード。ニンテンドーWi-Fiコネクションに接続してWi-Fi対戦をする事が出来る。友達コードを交換した相手と通信対戦ができるほか、「だれかとぷよぷよ」で対戦相手を自動的に探して対戦することもできる（ルールや「ぷよぷよ通」か「ぷよぷよフィーバー」のみ、人数は2人か4人のみ）。「だれかと-」の2人対戦のみ勝敗によってレートが上下し、その数値によって段位が変わり、同程度の値の者が対戦相手として選ばれる。
ニンテンドーWi-Fiコネクションのサービス自体が2014年5月20日をもって終了したため、現在はプレイ不可能。
いっしょにぷよぷよ
Wii版のみに追加されたゲームモード。1つのフィールドに2セットのぷよぷよが落ちてきて二人で協力してプレイすることが出来る。NEXTぷよの表示個所には2人分の組ぷよが表示されるため、それぞれ一手先の組ぷよまでしか確認できない。このモードで各種とことんや、4人が2対2のチームに分かれての協力対戦を行うことが可能。
リモコンぷよぷよ
Wii版のみに追加されたゲームモード。Wiiリモコンを振って直感的にぷよを操作でき、ぷよの「移動」と「回転」を主に二人で分けて操作する。一人用を「体感ぷよぷよ」、協力する二人用を「体感協力ぷよぷよ」とも呼ぶ。
ぷよぷよ! ノボランカー
Wii版のみに追加された隠しゲームモード。Wiiリモコンを振ってぷよを左右へジャンプさせ、空中に浮いた足場を伝ってひたすら上へ登っていく。踏み外して画面下へ落下するとゲームオーバー。『ぷよぷよ!』公式サイトで公開された同名のウェブゲームとほぼ同じ内容。
ランキングモード
携帯電話アプリ版とAndroid版のみに追加されたゲームモード。月替りで設定されたお題をクリアするもので、例として「ずっとフィーバー 甘口」などのお題が指定されるため、ランキングモードからプレイすることでスコアを登録できる。

## 連鎖ボイス
この作品から全キャラクターの連鎖ボイスの法則が、基本連鎖ボイスが4種類と増幅連鎖ボイス、キメ連鎖ボイス5種類（A - E）に統一された。このため、『フィーバー2』の時点で基本連鎖ボイスが5種類あったキャラクターは、そのうち1種類の連鎖ボイス（例えばラフィーナの場合は「アルマージュ」、アコール先生の場合は「ダ・カーポ」）が廃止されている。また本作では、相殺して敵フィールドにおじゃまぷよを送る時の「反撃ボイス」が新たに加わり、相殺量が相手の予告を上回った時に本来の連鎖ボイスが反撃ボイスへ変わる。
Wii版のみ、「ぷよぷよ」ルールと「ぷよぷよ通」ルールの時に限り、連鎖ボイスの法則が『ぷよぷよ通』を踏襲した形式に変化する。このボイス法則では、1 - 7連鎖それぞれでボイスが固定されており、1連鎖目は通常と同じだが、2連鎖目は「行く」ことをイメージした基本連鎖ボイス（2連鎖以上の基本3種類または増幅のうちどれか1つ、どれが使われるかはキャラクターごとに異なる）、3連鎖以降は本来のキメ連鎖ボイス（A - E）が順番に流れ、7連鎖以降は同じボイス（本来のフィニッシュEのボイス）を連呼する。この場合、カットイン演出は連鎖終了時のみ出現する。ただし、『ぷよぷよ通』当時と全く同じボイスになるわけではなく、たとえばアルルで4連鎖した場合は、1連鎖「えい」→2連鎖「いっくよー」→3連鎖「ファイヤー」→4連鎖「アイスストーム」となり、カットインは最後の「アイスストーム」にのみ出る。このボイス法則は、Wii・PSP版『ぷよぷよ7』の同ルールでも採用された。
また「だいかいてんルール」において、連鎖中に回転すると連鎖ボイスの法則が崩れる。
- 例:アミティで4連鎖した場合。
  - 通常:1連鎖「えい」→2連鎖「いっくよー」→3連鎖「もっといくよー」→4連鎖「ブラストビート」
  - 2連鎖後に回転:1連鎖「えい」→2連鎖「フレイム」→回転→3連鎖「えい」→4連鎖「えい」
  - 3連鎖後に回転:1連鎖「えい」→2連鎖「いっくよー」→3連鎖「フレイム」→回転→4連鎖「えい」

## ぷよの種類
本作では、携帯電話アプリ版を除いてプレイ中のぷよの形状を変更することができる。PS2/PSP/Wii版では8種類、DS版では計21種類（通常サイズが17種類、8人対戦用が11種類（通常・8P共用が7種類））、Android版では7種類から選択可能。Android版を除いて初期状態では一部しか選択できないが、ゲーム中に特定条件を満たすことで解禁されていく。
リアル
『ぷよぷよ!』のパッケージのぷよと同じデザインで、本作におけるデフォルトデザイン。最初から選択可能。DS版では8P時選択不可。携帯電話アプリ版はこの形状のみ。
クラシック
初代『ぷよぷよ』のものに近いデザイン。最初から選択可能。DS版では8P時選択不可。
また、予告ぷよの見た目が、星ぷよはキノコぷよ、月ぷよが星ぷよに変化する（デザインはいずれも『ぷよぷよ通』準拠）。
フィーバー
『ぷよぷよフィーバー』のものに近いデザイン。最初から選択可能。DS版の8Pにおけるデフォルト。
モジ
色名の英語の頭文字に対応したアルファベット型になる（赤：R、黄：Yなど）。DS版では最初から選択可能。
ベタヌリ
ベタ塗りのような配色のデザイン。DS版のみ最初から選択可能で、8P時選択不可。
キューブ
DS版とその他の機種では仕様が異なる。
DS版ではぷよの顔はそのまま、形状が四角くなる。
その他の機種では『テトリス』のような正方形のブロック型になる。くっつくと繋がり長方形になる。
チョーク（Android版には未収録）
チョークで描かれたような絵柄のデザイン。「じゅぎょう」モードではこれが使用される。DS版は8P時選択不可。
クリア（DS版には未収録）
ぷよの形はそのままで顔がなく、ゼリーのようなデザイン。
イロガエ（DS版のみ）
フィーバーと同じ形状だが、若干色合いが異なった配色になる。最初から選択可能。
カプセル（DS版のみ）
『ドクターマリオ』のようなカプセル型の形状になる。
ボード（DS版のみ）
全て顔のないベタ塗りの色付きの円形となる。8P時選択不可。
ボックス（DS版のみ）
正方形のブロック型になる。繋がっても連結するのみで形は変わらない。
テープ（DS版のみ）
映写機のフィルムのような丸いデザインで、ぷよ同士が繋がると中のテープが繋がる。8P時選択不可。
MSX（DS版のみ）
MSX2/2+版初代『ぷよぷよ』と同様のデザインになり、紫ぷよが黄緑色のぷよに変化する。8P時選択不可。
ヒューマン（DS版のみ）
MSX2/2+版初代『ぷよぷよ』の「ヒューマン」モード（人間型）のデザインになる。
モロせいじん（DS版のみ）
『スペースチャンネル5』のモロ星人の形になる。8P時選択不可。
ソニック（DS版のみ）
『ソニックシリーズ』のキャラクターの顔になる。青はソニック、黄はテイルス、赤はナックルズ、紫はエミーの形になり、緑の代わりに白のシルバーになっている。8P時選択不可。
スミ（DS版のみ）
水墨画で描かれたようなデザイン。8P時選択不可。
ビーン（DS版のみ）
他機種の「クリア」に近い豆のようなデザイン。8P時専用。
スター（DS版のみ）
星型になる。8P時専用。
タイル（DS版のみ）
正方形のタイル型になる。8P時専用。
ブロック（DS版のみ）
正方形のレンガブロック型になる。8P時専用。

## 対戦BGM
当作品は、各キャラクターごとにテーマ曲が与えられ、「ストーリー」では対戦BGMに使用されるようになった。以下に各キャラクターのテーマ曲およびその他の対戦BGMを記載する。
| キャラ名            | 曲名                               | 備考                                                                                 |
| ------------------- | ---------------------------------- | ------------------------------------------------------------------------------------ |
| アミティ            | フェアリーフェアー                 |                                                                                      |
| ラフィーナ          | More beautifully! More Strongly!   |                                                                                      |
| シグ                | 散歩の途中で                       |                                                                                      |
| リデル              | リデルの密かな夢                   |                                                                                      |
| クルーク            | ボクは誰よりもグレイトなのさ       |                                                                                      |
| アコール先生        | Cheerful surprise test             |                                                                                      |
| おしゃれコウベ      | 待ち人をさがして                   |                                                                                      |
| ユウちゃん&レイくん | ふたごユウレイは人気者デース!      | 初出:ぷよぷよフィーバー2 原曲:プリンプタウンホール                                   |
| さかな王子          | Prince of ocean〜優雅なる放浪〜    |                                                                                      |
| おにおん            | おにおんの森                       |                                                                                      |
| どんぐりガエル      | ぴょっこりケロケローン             |                                                                                      |
| レムレス            | ライジングコメット!                | 初出:ぷよぷよフィーバー2                                                             |
| フェーリ            | 窓辺にて想うその名は…              |                                                                                      |
| バルトアンデルス    | 甲冑の番犬!?バルトアンデルス       |                                                                                      |
| あくま              | プリサイス博物館                   | 初出:ぷよぷよフィーバー2                                                             |
| アルル              | 時空を超えて久しぶり!              | 初出:ぷよぷよ 原曲:THEME OF PUYOPUYO                                                 |
| ナスグレイブ        | どいつもこいつもおたんこなぁ〜っす |                                                                                      |
| すけとうだら        | Let's dancing together             |                                                                                      |
| ぞう大魔王          | ぞう大魔王なんだぞぅ               |                                                                                      |
| シェゾ              | I want! you!…r power…!             |                                                                                      |
| ルルー              | 格闘女王ルルー様                   | （曲の序盤に『す〜ぱ〜なぞぷよ ルルーのルー』のボス戦BGMのフレーズが挿入されている） |
| サタン              | プリンプに降臨!サタンさま          | 初出:ぷよぷよ 原曲:FINAL OF PUYOPUYO                                                 |
|                     | や・ば・い・で・す                 | ピンチ時、なぞぷよで対戦相手のリーチ時 初出:ぷよぷよフィーバー                       |
|                     | みんなで対戦!朝までぷよぷよ        | 初出:ぷよぷよ通 原曲:魔導の塔で対戦だよぷよぷよ通〜さいしょのおんがく                |
|                     | FEVER! FEVER! FEVER!               | フィーバーモード時、とことんたいせん時                                               |
|                     | へっぽこ魔王最強伝説               | Wii版追加曲 初出:ぷよぷよフィーバー                                                  |
|                     | 紅き叫びの波動!                    | Wii版追加曲 初出:ぷよぷよフィーバー2                                                 |
|                     | REQUEST from PUYOPUYO              | Wii版追加曲 初出:ぷよぷよ 原曲:STICKER OF PUYOPUYO                                   |
|                     | LAST from PUYOPUYO2                | Wii版追加曲 初出:ぷよぷよ通 原曲:魔導の塔で対戦だよぷよぷよ通〜すばやく、てゴワイ    |

## 不具合による回収・交換
ニンテンドーDS版において、セーブデータ領域が16進数でのFF（10進数だと256）しか確保されていなかったため、セーブ回数が255回を越えるとセーブされなくなるという致命的な不具合が判明した。これにより、発売から一週間ほどで販売を中止することになった。2007年1月13日より、バグ修正版との交換サービスと再出荷が始まっており、現在店頭で販売されているものは不具合修正済みのバージョンである。
致命的ではない不具合なら他にもいくつかあり、例えば、赤と緑の2色同時消しをしても、得点計算に同時消しボーナスが入らなかったり、Wi-Fi対戦時にフィーバー突入のタイミングが時たまにずれてしまったりする。これらは、セーブの不具合が未修正のバージョンとの対戦で支障をきたす為か、修正版でも修正されていない。
なお、修正版と非修正版との見分け方は以下の通りである。
- パッケージ - 裏面のバーコード上部にみどりぷよマークがある方が修正版。無いものは非修正版。
- DSカード - 上下両端（ニンテンドーDSのロゴとソフト型番表記部）が修正版では黒色、非修正版は白色。

## CM出演者
DS版及びPSP版
- 蛯原友里

## 関連作品・商品

### 公式サイト上のミニゲーム
本作の公式サイトにて、「おたのしみ」としていくつかのFLASHミニゲームが無料公開されている。
ぷよぷよ!スナイパー（2006年11月9日公開）
フィールド内に積み上げられたぷよを1匹だけ射ち抜いて消し、指定された条件を満たすとクリア。色ぷよやおじゃまぷよに限らず消すことができるが、ブロックだけは消せず落下もしない。
その後に続編として、問題を一新したPart2（2006年11月17日公開）、Part3（2006年12月8日公開）、Part4（2007年8月23日公開）、Part5（2007年9月13日公開）が登場した。
また、同作のシステムは、スマートフォン向けアプリ『ぷよぷよ!!クエスト』(2013年配信)のシステムのベースの1つとなった。
ぷよぷよ!ノボランカー（2006年11月24日公開）
自動でジャンプするぷよを、キーボードのカーソル左右キーで左右へ誘導してジャンプさせ、空中に浮いた足場を伝ってひたすら上へ登っていく。踏み外して画面下へ落下するとゲームオーバー。
後に、Wii版のミニゲームとして操作をリモコンに変えて収録された。
ぷよぷよ!キャノン（2006年12月1日公開）
大砲の長さと角度を調整して左クリックでぷよを撃ち出し、カーバンクルが持つゴールにぷよを入れるとクリアとなる。1ステージにつきぷよは5回まで発射可能。ステージによっては動く壁などのギミックが登場する。
ぷよぷよ!ミラーパズル（2006年12月14日公開）
自分の操作するぷよを上下左右に動かすと、他のぷよがつられてそれとは反対方向に自動で動くパズル。自分のぷよが他のぷよ全てと上下左右に接触すれば消えてクリアとなる。他のぷよが穴などに落ちると失敗になる。壁やワープなどのギミックを利用する面もある。
ぷよぷよ!360°（2007年8月9日公開）
マウスの左ボタンをドラッグしてフィールドを回転させ、ぷよを転がしてゴールまで導くゲーム。

### ぷよぷよ! The Medal Edition
『ぷよぷよ! The Medal Edition』（ - ザ メダル エディション）は、2009年4月23日にセガ（後のセガ・インタラクティブ）の「メダリンク」シリーズ第5弾として稼動を開始したメダルゲーム。『ぷよぷよ! Puyopuyo 15th anniversary』を基にしたタイトルで、ぷよ対戦時には本作を元にしたものや新たな漫才デモも追加されている。

### パチスロ ぷよぷよ!
『パチスロ ぷよぷよ!』（ぷよぷよ! Pachislot）は、2011年12月5日にタイヨーエレックからリリースされたパチスロ機（5号機）。保通協における型式名は「ぷよぷよ!M」。
アミティを主人公に据え、ぷよぷよの対戦を模した自動操作で連鎖数を競うバトルボーナス演出が存在し、そこで出現する対戦相手はすべて『ぷよぷよ!』の登場キャラクターたちとなっている。主なストーリーは初代『ぷよぷよフィーバー』と同様にアミティが飛翔の杖を探すというものだが、会話デモやミニゲームなどは全て新規のもので、『フィーバー2』に登場した天空の階段を登っていく場面もある。

### サウンドトラック
ぷよぷよ!オリジナルサウンドトラック（2007年3月21日発売）
発売元はウェーブマスター。『ぷよぷよ!』から全45トラックを収録したアルバム。
ぷよぷよフィーバー1&2サウンドトラック（2007年7月26日発売）
発売元はウェーブマスター、セガストア専売。『ぷよぷよフィーバー』と『ぷよぷよフィーバー2』からの曲に加え、ボーナストラック2曲を加えた全45トラックを収録したアルバム。
Wii版『ぷよぷよ!』追加曲である「へっぽこ魔王最強伝説」「紅き叫びの波動!」「LAST from PUYOPUYO2」「REQUEST from PUYOPUYO」が収録されている。

## 評価
PS2版に対する評価
ITmediaの仗桐安はPS2版のレビューの中で、多彩なルールが本作の魅力であるとし、「すいちゅう」など一風変わったルールについては最初は戸惑うけど、慣れてくるとこのルールならではの思考ができて違った楽しさを味わえるとしている。
仗桐はPS2版のセーブとロードが早い点を評価し、手軽さを売りとするパズルゲームにとっては重要な点だとしている。
また、仗桐は『ぷよぷよフィーバー』から一新されたキャラクターデザインも、ポップで受け入れやすいと肯定的に見ている。仗桐はこの方針転換は女性や子どもが受け入れやすくするために行われたものだとしつつも、「ぷよぷよ」のライトなゲーム性と非常に相性が良いとしている。